# Râul Dulcea
Râul Dulcea este un curs de apă, afluent al râului Slimnic. 